# 사이드 잘릴리

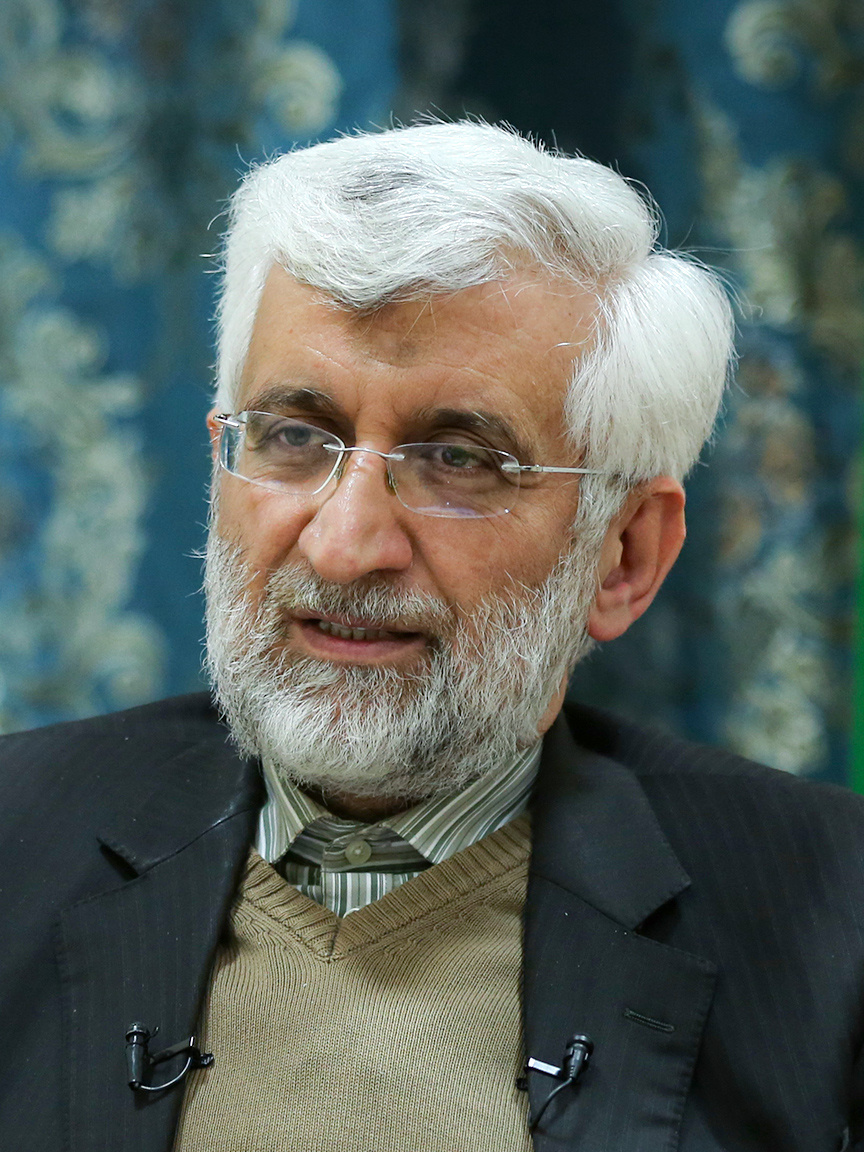
사이드 잘릴리

사이드 잘릴리(페르시아어:سعید جلیلی, Saeed Jalili, 1965년 9월 6일 ~ )는 이란의 극보수 성향 정치인이자 외교관이다. 2007년부터 2013년까지 이란 최고국가안보회의 사무총장을 지냈다. 잘릴리는 현재 공익판별위원회의 구성원이며 전에는 이란 핵 협상가를 맡기도 하였다.
잘릴리는 이전에 유럽 및 미국 담당 외무부 차관을 지냈으며 2013년 6월에 치러진 대통령 선거에서 3위를 기록하며 낙선하였다. 2021년에도 대선에 출마했지만 에브라힘 라이시에게 유리하도록 선거 전에 물러났다. 잘릴리는 현재 2024년 이란 대통령 선거에 출마한 상태이다.
이란-이라크 전쟁에 참전한 경력이 있는 잘릴리는 바스라 포위 공격 당시 오른쪽 다리의 일부를 잃었다. 이 사건으로 그는 '살아있는 순교자'라는 칭호를 얻었다.  정치학 박사 학위를 보유하고 있는 잘릴리는 이맘 사디크 대학교에서 "예언자의 외교"를 가르치고 있기도 하다. 2009년에 잘릴리는 이슬람 세계에서 가장 영향력 있는 500인 가운데 한 명으로 선정되었다.